# Деревянкина, Людмила Александровна
Людми́ла Алекса́ндровна Деревя́нкина (род. 15 июня 1966) — советская, киргизская и российская легкоатлетка, специалистка по бегу на средние дистанции и кроссу. Выступала в 1980-х и 1990-х годах, призёрка первенств всесоюзного и республиканского значения, действующая рекордсменка Кыргызстана в дисциплине 1500 метров, чемпионка России по кроссу, участница ряда крупных международных стартов, в том числе чемпионата мира в Штутгарте. Представляла Фрунзе и Самарскую область. Мастер спорта СССР.

## Биография
Людмила Деревянкина родилась 15 июня 1966 года. Занималась лёгкой атлетикой в городе Фрунзе Киргизской ССР, выступала за Советскую Армию.
В 1985 году пробежала 800 метров за 2.07,18, попав в число 25 лучших молодых легкоатлеток СССР.
По итогам сезона 1986 года в беге на 800 метров с результатом 2.03,8 стала второй среди советских юниорок, тогда как в беге на 1500 метров с результатом 4.20,96 заняла седьмое место. Выполнила норматив мастера спорта СССР.
В 1988 году на чемпионате СССР в Киеве в дисциплинах 800 и 1500 метров показала десятый и восьмой результаты, установив при этом свои личные рекорды — 1:58.85 и 4:05.89. Результат на дистанции 1500 метров до настоящего времени остаётся действующим национальным рекордом Кыргызстана.
В 1990 году с личным рекордом 2:42.47 финишировала четвёртой в беге на 1000 метров на зимнем чемпионате СССР в Челябинске.
После распада Советского Союза Деревянкина в течение некоторого времени выступала за киргизскую национальную сборную. Так, в 1993 году она представляла Киргизию в дисциплине 1500 метров на чемпионате мира в помещении в Торонто и на чемпионате мира в Штутгатре.
В 1996 году, представляя Самарскую область, одержала победу в дисциплине 6 км на открытом чемпионате России по кроссу в Кисловодске. Представляла Россию на чемпионате мира по кроссу в Стелленбосе, где заняла 97-е место в личном зачёте и 14-е в командном.